# Грейс, Морис
Морис Чарльз Грейс (англ. Maurice Charles Grace, 8 мая 1929 — 19 декабря 2015) — австралийский гребец, участник летних Олимпийских игр 1956 года в соревнованиях двоек распашных без рулевого, тренер по академической гребле.

## Биография
В 1956 году Морис Грейс в паре с Питером Рейпером выступил на летних Олимпийских играх в Мельбурне. В соревнованиях двоек распашных австралийский экипаж смог напрямую пробиться полуфинал, где занял второе место, пропустив вперёд только американских спортсменов, и вышел в финал соревнований. В решающем заезде стартовали всего 4 лодки и уже по ходу дистанции австралийские гребцы начали отставать от остальных соперников. На финише отставание Грейса и Рейпера от, занявших третье место гребцов из Австрии, составило почти 11 секунд.
С 1971 года Морис Грейс начал работать тренером в клубе Sydney University Boat Club. Под его руководством в 1974 и 1975 годах восьмёрка с рулевым, представлявшая Новый Южный Уэльс, становилась обладателем Кубка короля. В 1976 году Морис Грейс был тренером мужской двойки, принимавшей участие в летних Олимпийских играх в Монреале.
Умер 19 декабря 2015 года.

## Личная жизнь
- Дочери — Меган Конрад и Мередит Стрит[4].
- Двоюродный брат — Спенсер Грейс — участник летних Олимпийских игр 1948 года в составе двойки распашной без рулевого.
- Зять — Тим Конрад — участник летних Олимпийских игр 1976 года в составе восьмёрки с рулевым.
- Внук — Сэм Конрад — участник летних Олимпийских игр 2008 года в составе восьмёрки с рулевым.